# Schloss Urbach

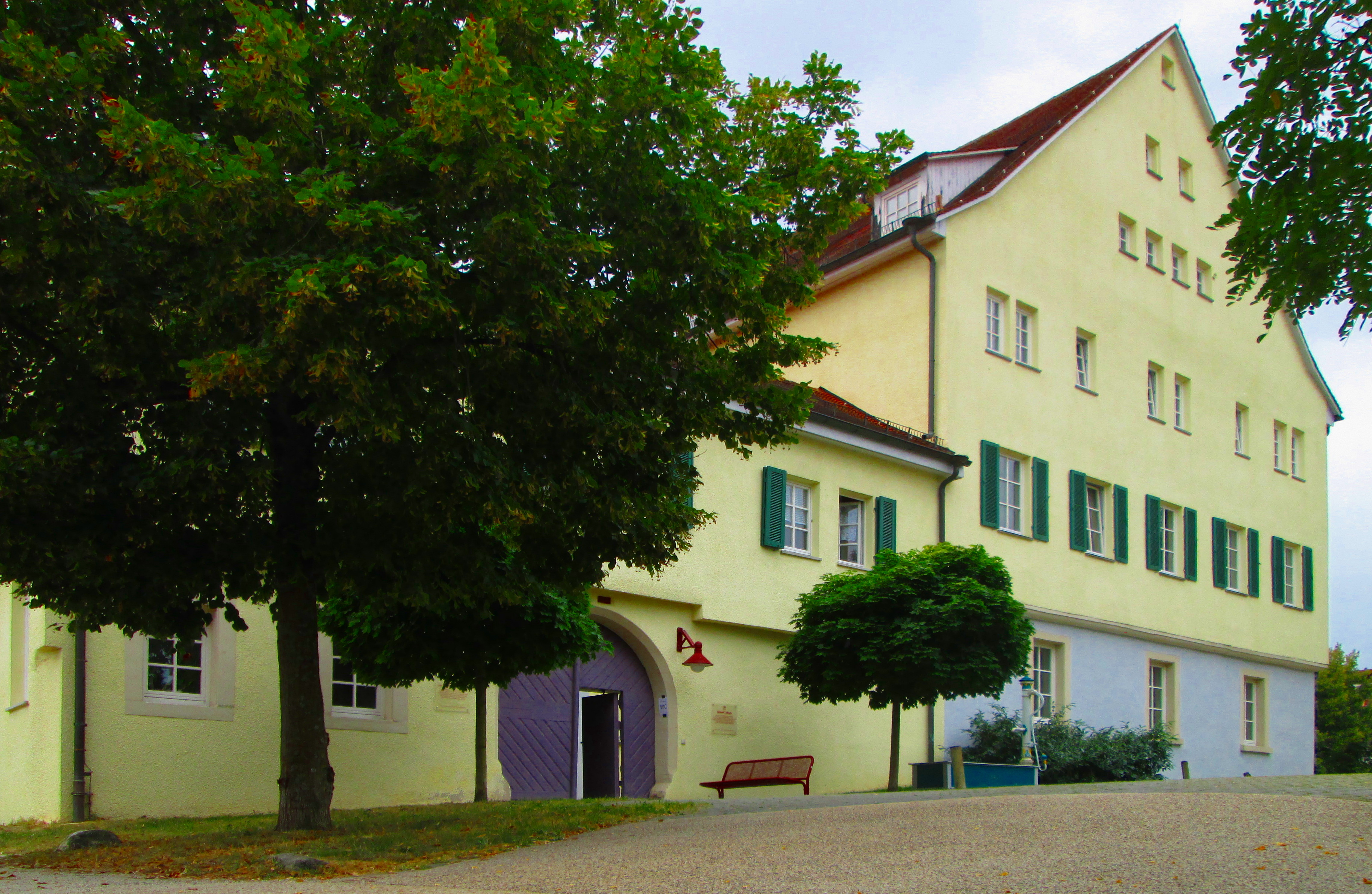
Schloss Urbach

Schloss Urbach, auch Eislinger’sches Schloss, ist ein im 17. Jahrhundert auf älteren Überresten gebautes Schloss in Urbach im Rems-Murr-Kreis.

## Geschichte
In Urbach wird ein Schloss erstmals 1434 in einer Kaufurkunde zwischen Georg von Urbach und Ludwig I. von Württemberg-Urach erwähnt. Darin belehnte Ludwig I. Georg von Urbach mit ⅓ seines Besitzes in Ober- und Unterurbach sowie dem Schloss. Durch vorhergegangene Kaufurkunden in Urbach ist das Schloss wahrscheinlich zwischen 1419 und 1434 erbaut worden. Im Jahre 1440 wurde das Schloss von Georg von Urbach an Johann von Blosenstaufen verkauft. Dieser wiederum verkaufte es 1464 für 2.400 Gulden an Ulrich V. von Württemberg. 1481 wurde das Schloss von Graf Eberhard VI. von Württemberg das Schloss an Georg von Winkenthal als Mannlehen vergeben, welcher das Schloss 1501 an Veit von Horkheim verkaufte. Spätestens im Jahre 1530 wurde das Schloss von Veit von Horkheim als Lehen aufgegeben und das Schloss verfiel. Im Jahre 1565 kaufte der herzogliche Rat Balthasar Eislinger aus Schwäbisch Gmünd den Burgstall von Herzog Christoph von Württemberg und begann 1567 einen Neubau des Schlosses. Die 1569 fertiggestellte Anlage verblieb bis ins 18. Jahrhundert im Besitz der Familie Eislinger.
1883 wurde das Schloss schließlich nach mehreren Besitzerwechseln vom „Komitee der Anstalt für entlassene weibliche Strafgefangene evangelischer Konfession“ erworben, welches es durch die Architekten Wittmann & Stahl aus Stuttgart umbauen ließ und fortan als „Anstalt zur Fürsorgeerziehung verwahrloster und straffälliger Mädchen“ betrieb. 1888 wurde zudem an der Südwestecke des Innenhofs ein Waschhaus angebaut. Im Jahr 1928 wurde vom Architekten Stahl ein Erweiterungsbau des Hauptgebäudes fertiggestellt, welcher allerdings 1988 wieder abgerissen wurde. Die Anstalt existierte bis 1973 und diente in wechselnden gesellschaftlichen Kontexten sowohl als Schutzraum als auch als Ort der Kontrolle und Zwangsmaßnahmen. Während der Leitung von Gotthilf Fritz (1920–1945) erlebte die Anstalt eine ambivalente Entwicklung: Einerseits propagierte Fritz reformpädagogische Ansätze, andererseits wurde die Einrichtung im Nationalsozialismus zu einer „Beobachtungs- und Ausleseanstalt“, in der Mädchen zwangssterilisiert oder im Rahmen der Euthanasie-Programme ermordet wurden. Nach dem Zweiten Weltkrieg wurde die Anstalt als Fürsorgeheim weitergeführt und 1973 nach Reutlingen-Rappertshofen verlegt. 
Die Gemeinde kaufte nach dem Auszug des Heims 1980 das Schloss und ließ es darauffolgend renovieren. Heute wird das Schloss als Begegnungsstätte genutzt und auch für private Feierlichkeiten vermietet.